# 貓伊光
猫伊光（1984年—），台灣成人漫畫家，自2013年在《COMIC阿吽》上連載成人漫畫，是首位在日本發行成人漫畫單行本的台灣漫畫家，2002年開始創作同人誌，以「Once Only」名義進行同人活動。美術專業出身，畢業後在遊戲公司擔任美術，曾辭職專注同人創作。在朋友鼓勵下向出版社投稿作品，作品一度落選，他又將作品發給編輯長，成功獲得刊載機會。由於出版社業務是成人漫畫為主，遂成為成人漫畫家。貓伊光早期創作成人漫畫會感到不好意思，後期慢慢適應，以平常心應對。
原居於新北市土城區，2017年1月5日家中遭遇火災，大量畫稿焚毀，之後搬遷到中和區居住。2022年擔任遊戲《純愛貓娘的同居生活》製作人。2023年擔任《管理員的窺視》的美術。

## 作品一覽

### 漫畫單行本
- 《純愛回憶》（2015年）[8]
- （2018年）[8]
- 《LOVELESS．SEX -先性後愛-》（2020年）[8]
- 《背德妄想》（2022年）[8]
- （2024年）[8]

### 電子遊戲
- 《純愛貓娘的同居生活》（2022年）[6]
- 《管理員的窺視》（2023年）[7]

## 外部連結
- 貓伊光的X（前Twitter）
- 貓伊光的Facebook專頁